# Saint-Christophe-de-Double
Saint-Christophe-de-Double ist eine französische Gemeinde mit 601 Einwohnern (Stand: 1. Januar 2022) im Département Gironde in der Region Nouvelle-Aquitaine. Sie gehört zum Arrondissement Libourne und zum Kanton Le Nord-Libournais.

## Geographie
Saint-Christophe-de-Double liegt etwa 52 Kilometer nordöstlich von Bordeaux und etwa 22 Kilometer nordöstlich von Libourne. Im Norden begrenzt der Chalaure das Gemeindegebiet. Umgeben wird Saint-Christophe-de-Double von den Nachbargemeinden La Roche-Chalais im Norden und Osten, Saint-Antoine-sur-l’Isle im Südosten, Porchères im Süden, Le Fieu im Südwesten sowie Les Églisottes-et-Chalaures im Westen. Im Norden und Osten grenzt Saint-Christophe-de-Double an das Département Dordogne.

## Bevölkerungsentwicklung
| Jahr                       | 1962 | 1968 | 1975 | 1982 | 1990 | 1999 | 2006 | 2013 | 2020 |
| Einwohner                  | 738  | 696  | 619  | 534  | 564  | 578  | 641  | 680  | 615  |
| Quellen: Cassini und INSEE |      |      |      |      |      |      |      |      |      |

## Sehenswürdigkeiten
- Kirche Saint-Christophe, Glocke seit 1942 Monument historique
- Herrenhaus

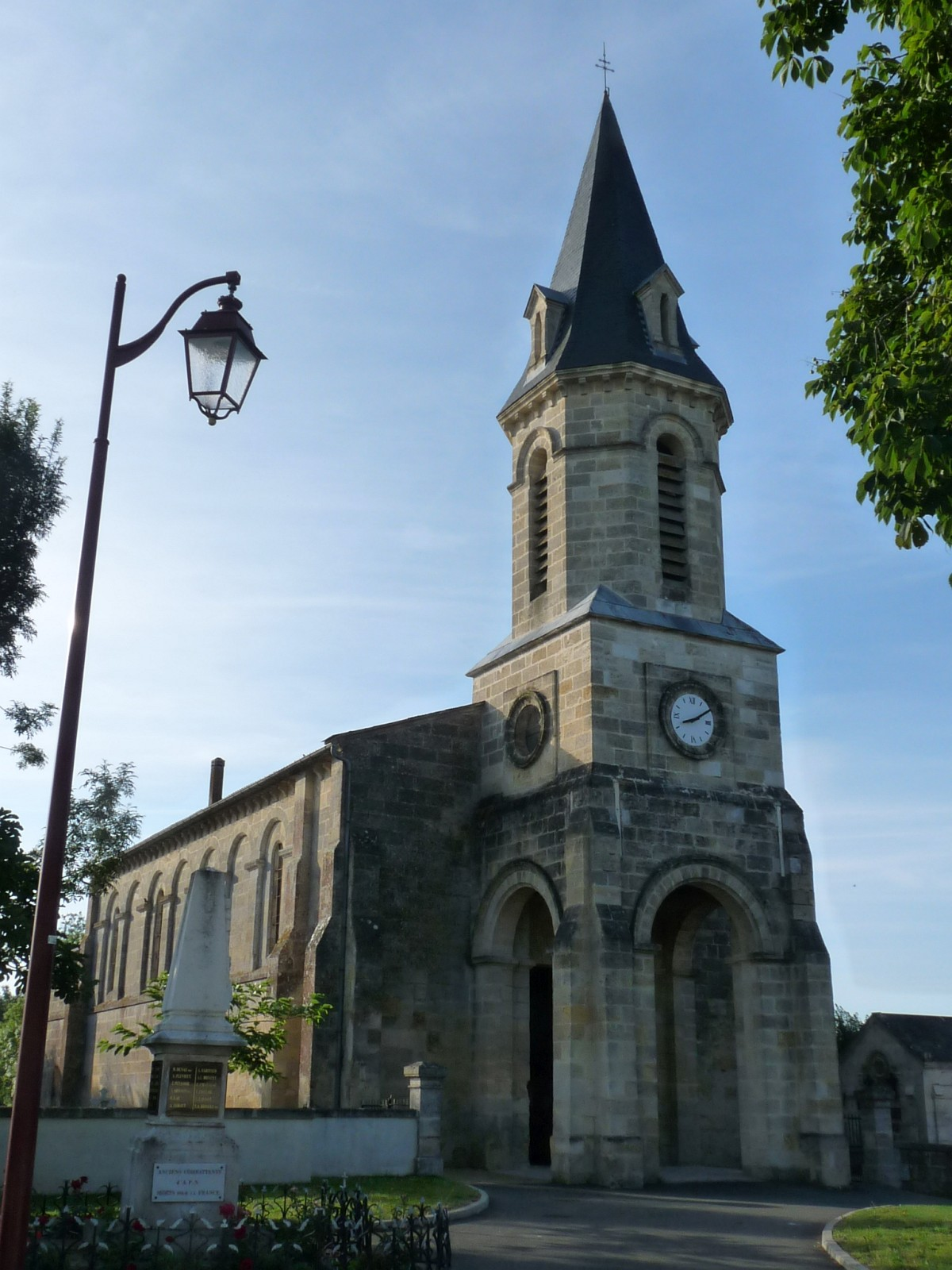
Kirche Saint-Christophe
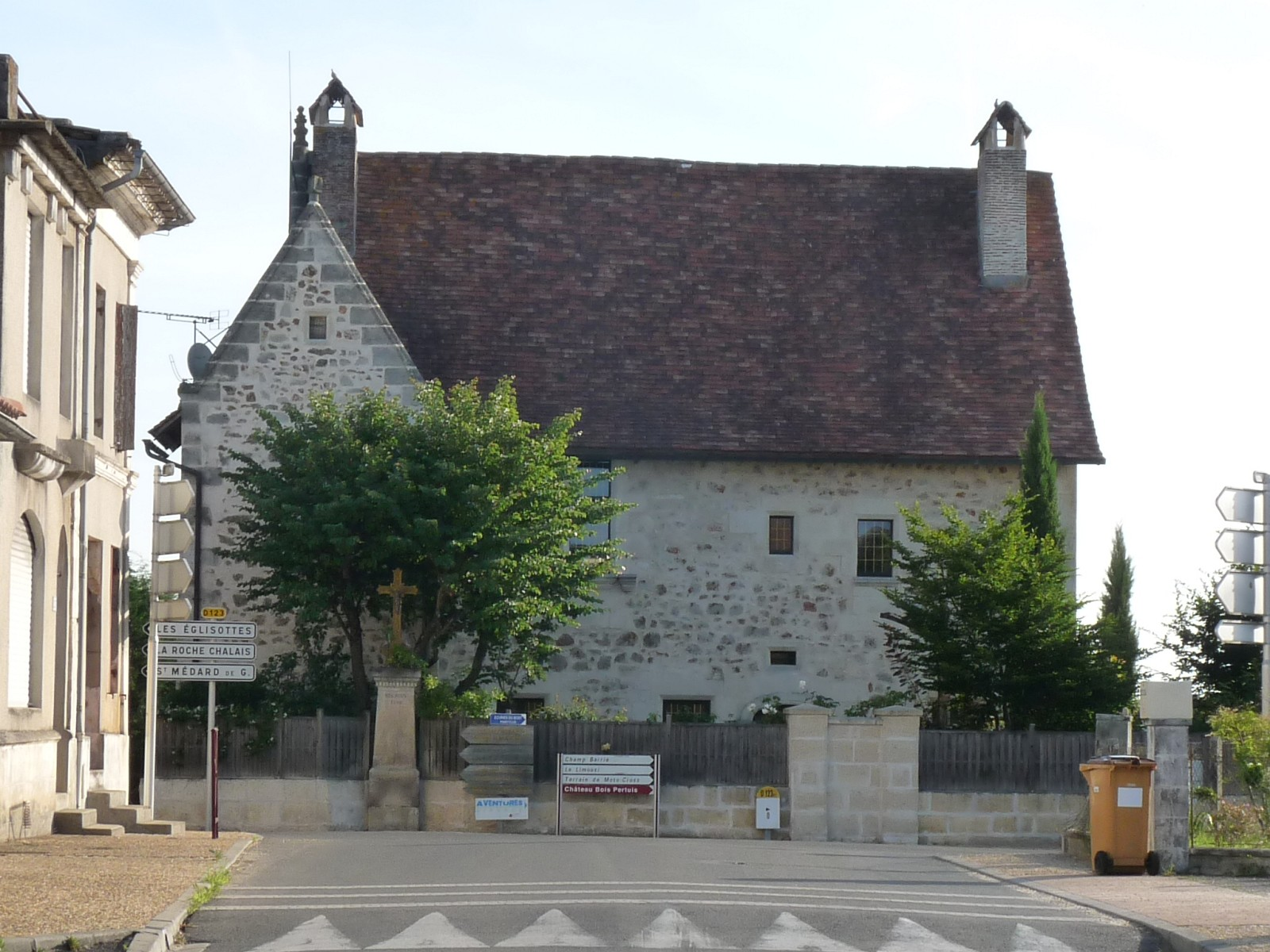
Herrenhaus
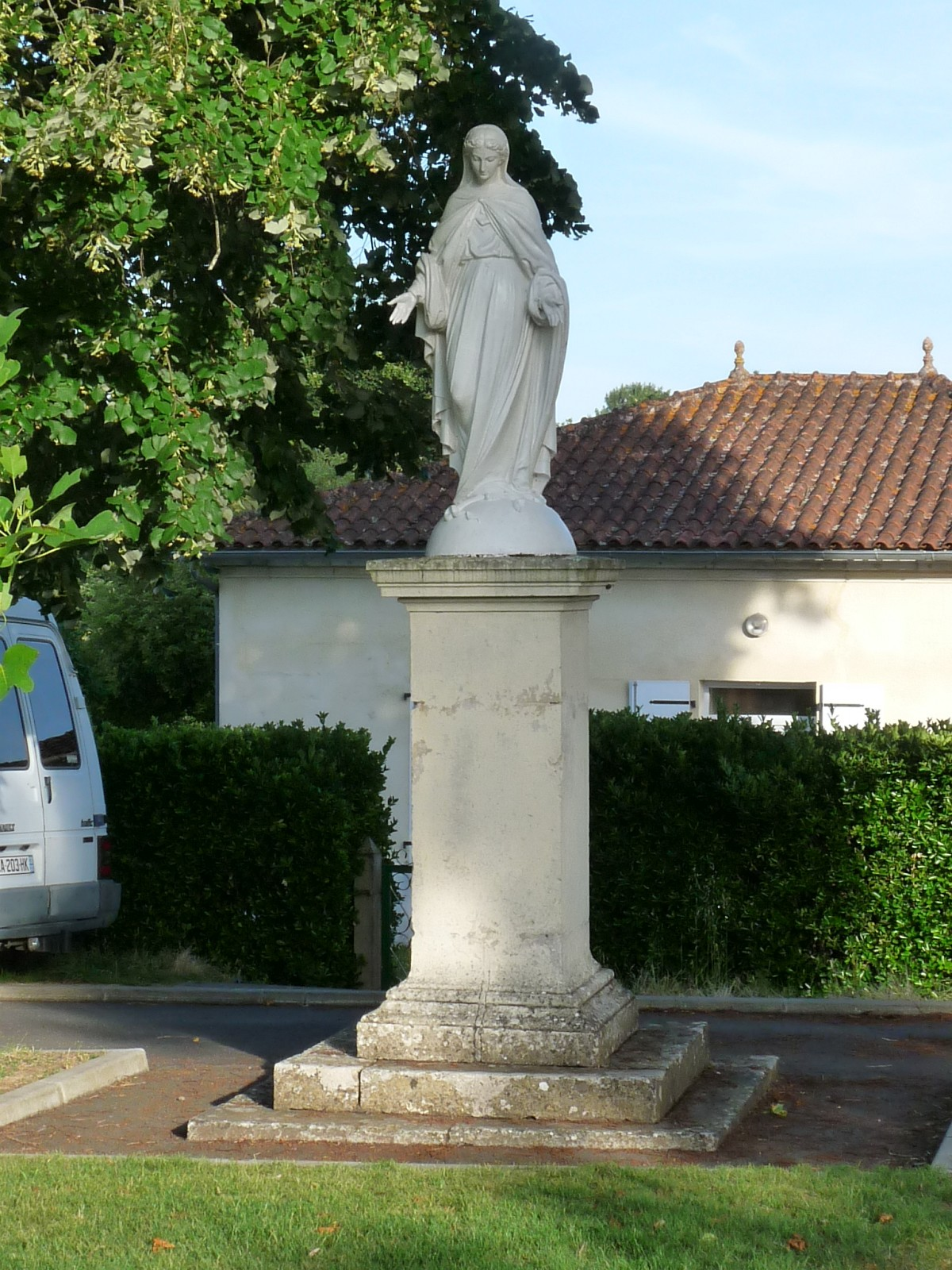
Marienstatue
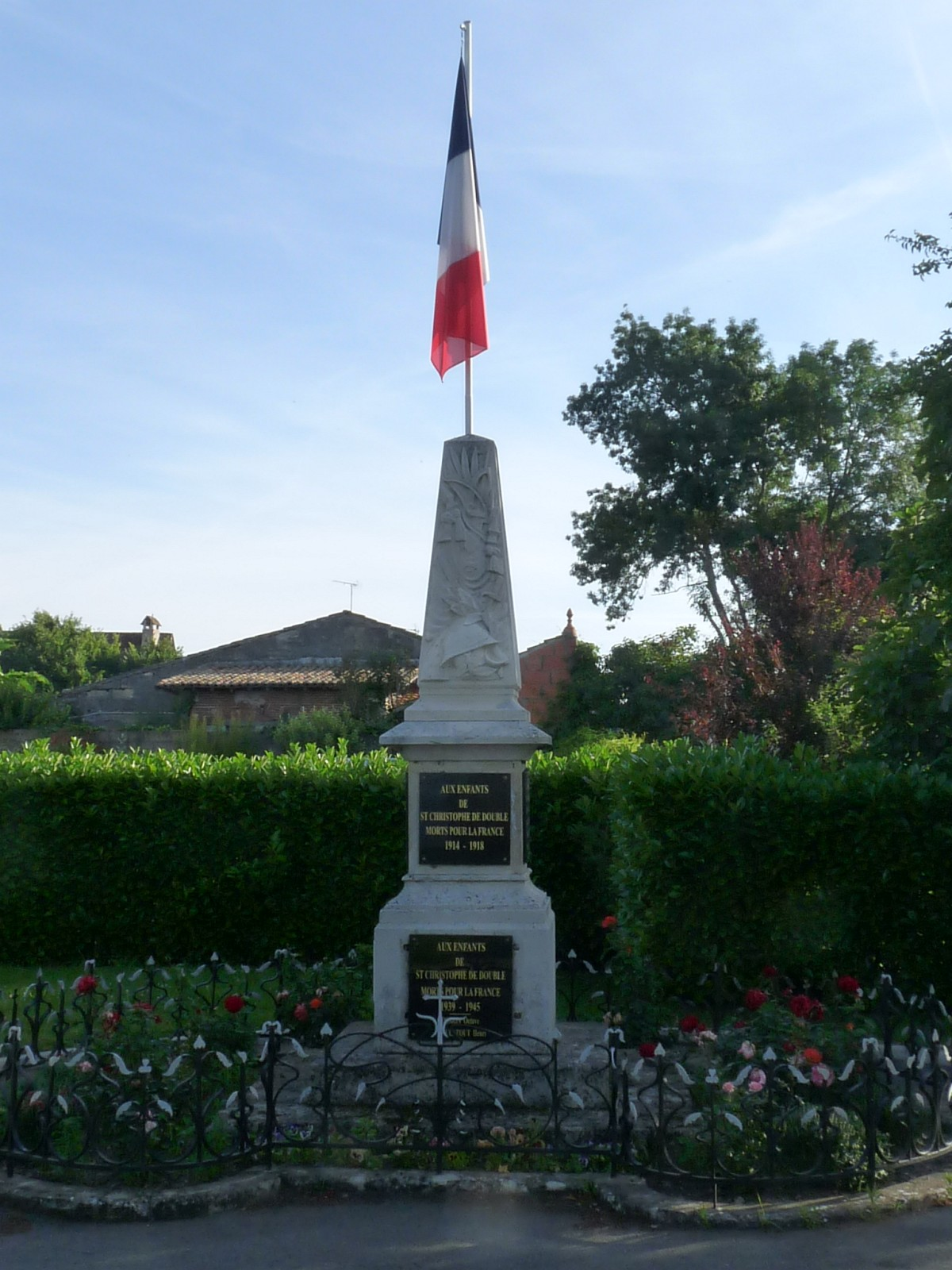
Gefallenendenkmal